# Sidolo
Sidolo es una fracción de 6,92 kilómetros que forma parte del municipio de Bardi en la provincia de Parma, región de Emilia-Romaña en Italia. Se eleva a 706 metros sobre el nivel del mar.
Está cercano al río Toncina, uno de los principales afluentes del río Ceno. Se accede por la carretera de Compiano hacia Bardi. Sidolo está rodeado por montes y a una distancia de 9 nueve kilómetros de Bardi. 
La mayoría de sus viviendas fueron construidas con mampostería y hasta el año 2005 contaba con 34 edificaciones.

## Historia
Las primeras noticias datan del año 890, cuando se  menciona a la Iglesia San Ambrosio de Sidolo en un decreto del rey y emperador Carlos III el Gordo.
En 1180, el extinto Castillo de Sidolo perteneciente a la Familia Platoni, es cedido a la comuna de Piacenza por el conde de Bardi Armanno Platoni.
En 1943, el ejército de la Alemania nazi asesina a 8 civiles y religiosos. Son fusilados el arcipreste Giuseppe Beotti, de 32 años;  Francesco Del Nevo, párroco de Porcigatone de la comuna de Borgo Val di Taro; Italo Subacchi, seminarista de 23 años; Bruno Benci, de 42 años; Francesco Bozzia, de 44 años; Giovanni Brugnoli, de 40 años; Girolamo Brugnoli, de 48 años y Giuseppe Ruggeri, de 42 años.

## Personalidades
Solestella Platoni, Condesa de Bardi.
Luigi Marchini nace en Sidolo 22/12/1921 al 19/09/1980 
Estudió medicina y cirugía, formó parte de la lucha clandestina contra el régimen nazi, fue concejal de Bardi, muere en 1980 y es enterrado en el cementerio de Sidolo.